# Rey Cheng de Zhou
Cheng de Zhou (en chino, 周成王; pinyin, Zhōu Chéng Wáng; Wade-Giles, Chou Ch'eng Wang) fue el segundo rey de la dinastía Zhou de China. Las fechas de su reinado son 1042-1021 a. C. Sus padres eran el Rey Wu de Zhou y la reina Yi Jiang (邑姜).
El rey Cheng era joven cuando ascendió al trono. Su tío, el duque de Zhou, temiendo que las fuerzas de la dinastía Shang pudieran alzarse de nuevo ante una posible debilidad del gobierno del joven rey, se convirtió en regente, y supervisó los asuntos de gobierno durante varios años. El duque de Zhou estableció la capital en Luoyang, y más tarde, derrotó una rebelión de los tíos de Cheng, Caí Shu, Guan Shu y Huo Shu.
El rey Cheng estabilizó las fronteras de la dinastía Zhou, al derrotar a varias tribus bárbaras, junto con el duque de Zhou.
| Predecesor: Rey Wu de Zhou | Rey de China 1042 a. C. - 1021 a. C. | Sucesor: Rey Kang de Zhou |